# Tragiscus dimidiatus
Tragiscus dimidiatus är en skalbaggsart som beskrevs av Johann Christoph Friedrich Klug 1855. Tragiscus dimidiatus ingår i släktet Tragiscus och familjen bladhorningar. Inga underarter finns listade i Catalogue of Life.

## Bildgalleri

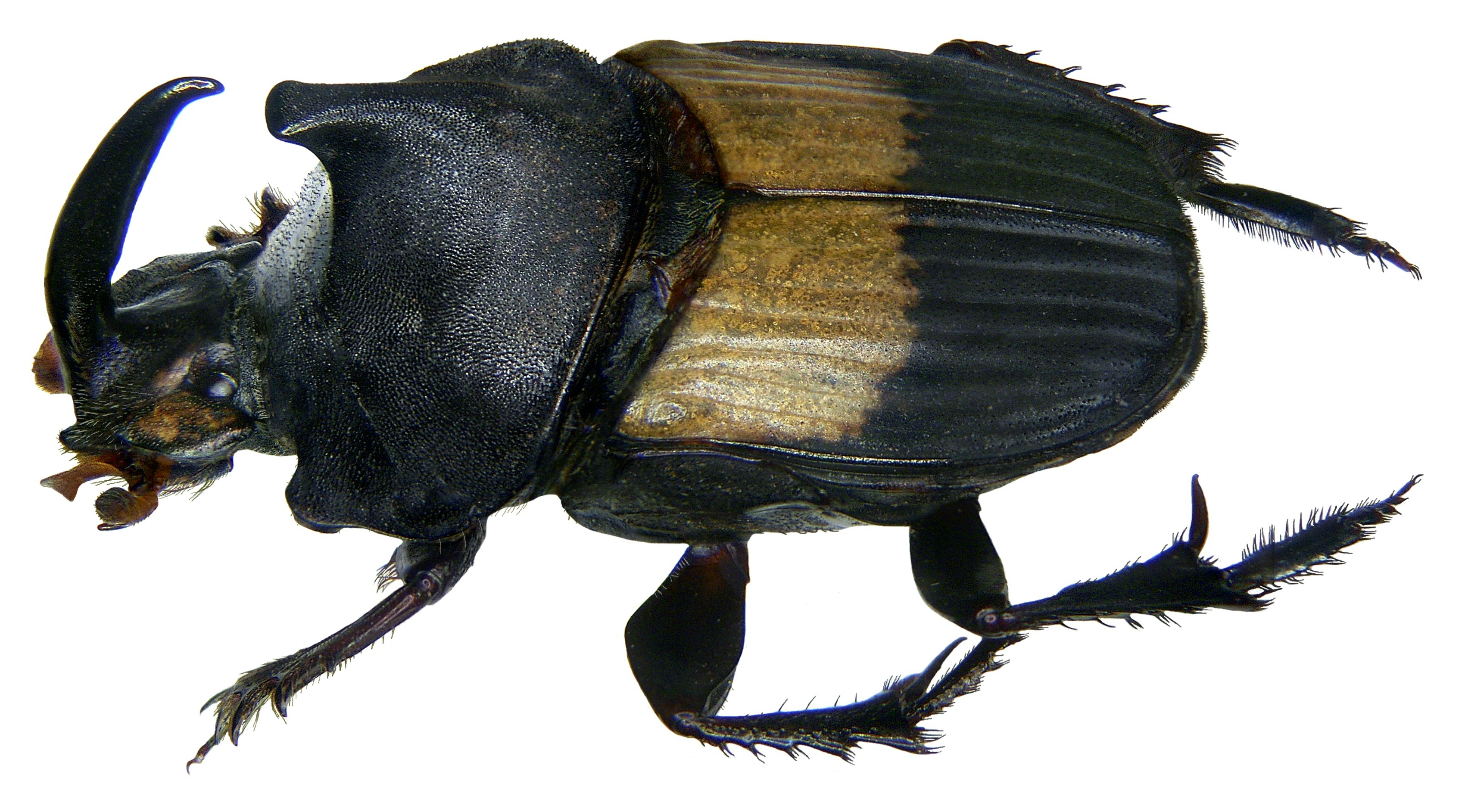